# Blepephaeus irregularis
Blepephaeus irregularis är en skalbaggsart som först beskrevs av Heller 1915.  Blepephaeus irregularis ingår i släktet Blepephaeus och familjen långhorningar.
Artens utbredningsområde är Filippinerna. Inga underarter finns listade.